# Chocholík

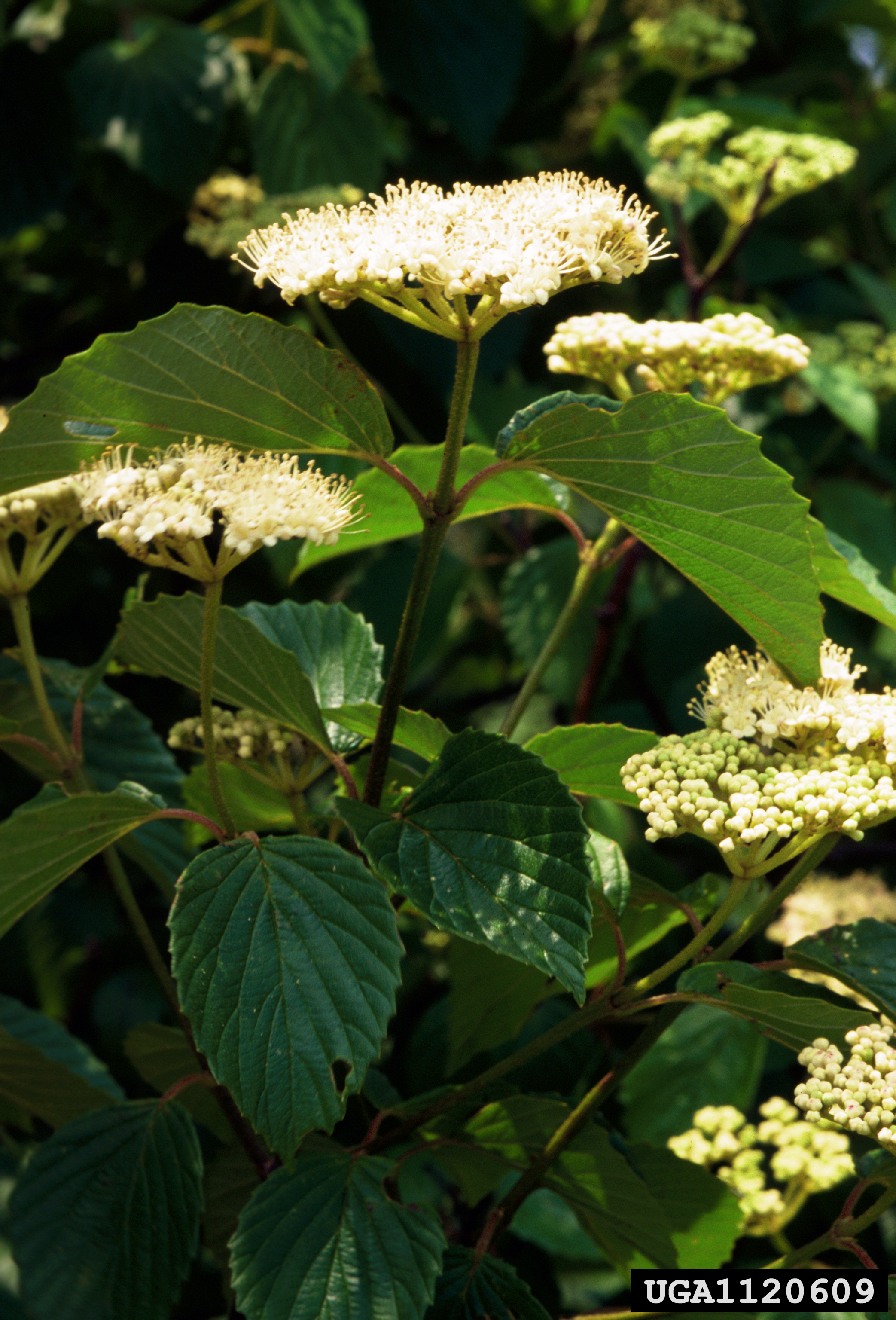
Chocholíky kaliny zubaté

Chocholík (lat. corymbus) je jednoduché hroznovité květenství. Hroznovitá květenství se vyznačují tím, že boční větve nepřerůstají hlavní vřeteno (pokračování stonku v květenství). Jeho dolní květní stopky jsou prodloužené a směrem vzhůru se postupně zkracují, takže květy jsou uspořádány deštníkovitě, až téměř do vodorovné roviny. Květy rozkvétají dostředivě.